# Décision de l'Union européenne
En droit de l'Union européenne, une décision est l'une des cinq catégories d'actes juridiques que peuvent adopter les institutions de l'Union, avec le règlement, la directive, la recommandation et l'avis.

## Caractéristiques de la décision en droit de l'Union européenne
Comme le règlement, la décision est juridiquement contraignante et directement applicable. 
Les décisions de nature législative sont adoptées selon l'une des procédures législatives définies par les traités. Des décisions non législatives peuvent aussi être prises par une institution de l'Union dans le cadre de ses compétences.
Une décision peut désigner spécifiquement un ou plusieurs destinataires, qui peuvent être des États membres, des entreprises, voire des particuliers : elle n'a alors de force obligatoire que pour ses destinataires.
Depuis le traité de Lisbonne, il est possible d'avoir des décisions générales. Ainsi, dans le domaine de la politique étrangère et de sécurité commune (PESC), les actes sont des décisions générales. De même dans les programmes Erasmus et Daphne.

## Sources

## Compléments

### Lectures approfondies
- Marianne Dony, Droit de l'Union européenne, vol. 2, Bruxelles, 5, coll. « UB lire », 2014, 832 p. (ISBN 978-2-8004-1555-0)